# 石塚康介
石塚 康介（いしづか こうすけ、1978年4月18日 - ）は日本の俳優。新潟県出身。嘗てはオフィス北野→T.Nゴンに所属していた。

## 来歴
役者志望で、2010年にビートたけしの付き人になる。
その後、たけしの専属運転手となり、俳優・タレント活動と並行して、運転手として勤務。
2012年、北野武監督の「アウトレイジ ビヨンド」で映画初出演を果たす。
2015年、「龍三と七人の子分たち」に出演。
2017年公開の「アウトレイジ 最終章」では、花菱会会長の野村（大杉漣）を襲撃する重要な役回りを演じている。
2018年にたけしが事務所を移籍したのに伴い、オフィス北野からT.Nゴンに移籍する。
2019年7月、T.Nゴンを退社。
2019年10月、T.Nゴン取締役(現たけし氏妻)、株式会社T.Nゴンを相手取り、パワハラによる損害賠償請求を求めて東京地裁に両者を提訴。

## 人物
趣味は絵描き、ランニング、釣り。
かつてバンドマンだったため、ドラムが得意である。

## 出演

### 番組
- たけしの等々力ベース（BSフジ）
- たけしアート☆ビート（NHK BSプレミアム）
- THE MANZAI（フジテレビ） - 2013・2014 オープニング演奏
- 情報7daysニュースキャスター（TBS）
- おはよう、たけしですみません。（テレ東）-2017
- 1周回って知らない話（日テレ）-2017 再現ドラマ出演
- たけし＆東野が叫ぶ こんな世の中はイヤだ！（日テレ）-2017 再現ドラマ出演

### テレビドラマ
- 黒い福音（2014年、テレビ朝日） - 屋台の主人 役
- オモクリ監督（2015年、フジテレビ） - ビートたけし監督作品「ニュース」若手刑事 役 / 「ホラー」幽霊 役
- 赤めだか（2015年、TBS） - 兄弟子 役
- 江戸川乱歩短編集 1925年の明智小五郎『屋根裏の散歩者』（2016年、NHK BSプレミアム） - 下宿人役
- ドクターX〜外科医・大門未知子〜SP（2016年、テレビ朝日） - 屋台のニィちゃん 役
- IQ246〜華麗なる事件簿〜（2016年、TBS） - 第5話 秘書 役
- バイプレイヤーズ 〜もしも6人の名脇役がシェアハウスで暮らしたら〜（2017年1月 - 4月、テレビ東京） - 寺島進のマネージャー 役
- 二つの祖国（テレビ東京、2019年3月30日・31日）-新聞記者役

### 映画
- アウトレイジ ビヨンド（2012年） - 張グループ 若衆 役
- 龍三と七人の子分たち（2015年） - 京浜連合・石垣 役
- アウトレイジ 最終章（2017年） - 張グループ 若衆 役